# Mesochorus hamatus
Mesochorus hamatus là một loài tò vò trong họ Ichneumonidae.